# Kayseri (provincie)
Kayseri is een provincie in Turkije. Zij ligt zo goed als in het midden van het land, ook wel centraal Turkije genoemd. De provincie kende in 2007 zo'n 1.165.088 inwoners, zo'n 536.392 daarvan woonde in 2000 in de hoofdstad Kayseri. De provincie is 16.917 km² groot.

## Bevolking
Op 1 januari 2019 telde de provincie Kayseri 1.407.409 inwoners. De provincie heeft een hoge urbanisatiegraad van 86% in 2010.
| Bevolking in de stad Kayseri      | 60.379  | 80.189  | 101.990 | 161.340 | 236.824 | 380.352 | 604.072 | 732.354   | 1.064.164 | onbekend  |
| Bevolking in de provincie Kayseri | 250.490 | 342.969 | 403.861 | 480.388 | 598.693 | 778.383 | 943.484 | 1.060.432 | 1.234.651 | 1.407.409 |

In 2017 was het vruchtbaarheidscijfer ongeveer 2,02 kinderen per vrouw.

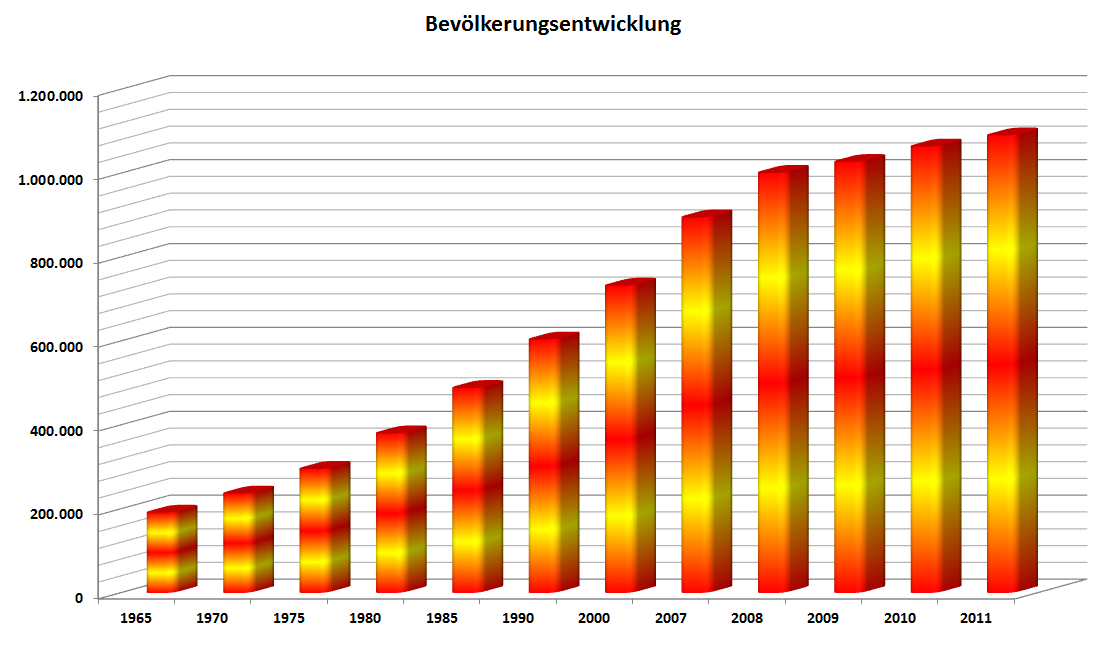
Bevolkingsontwikkeling van Kayseri

## Bestuurlijke indeling
Er zijn 16 districten, 65 gemeenten en 439 dorpen in Kayseri.

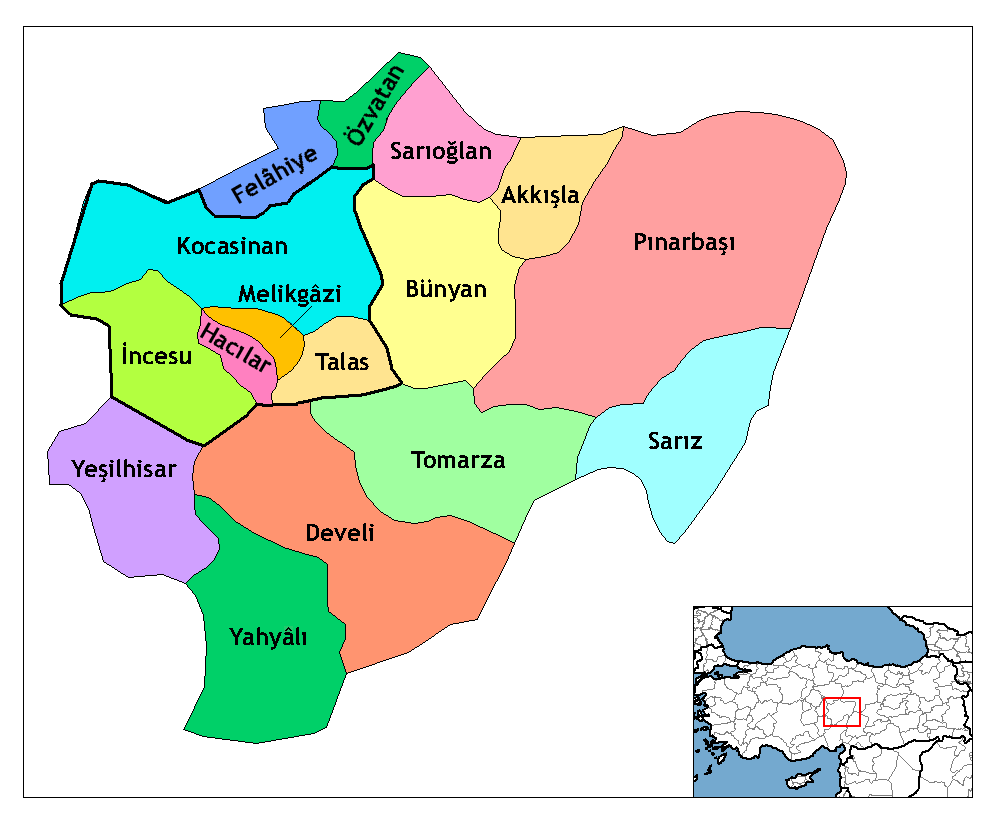
Districten van Kayseri

### Districten
| - Akkışla - Bünyan - Develi - Felahiye | - Hacılar - İncesu - Kocasinan - Melikgazi | - Özvatan - Pınarbaşı - Sarıoğlan - Sarız | - Talas - Tomarza - Yahyalı - Yeşilhisar |

### Gemeenten
Güneşli, Ağırnas, EYIM, Duver, Gaziler, Melikgazi, Akkışla, Buyuk Toraman, Gesi, Mimarsinan, Akmescit, Gömürgen, Özvatan, Alamettin, Güllüce, Palas, Amarat, Kermelik, Güneşli, Başakpınar, Gürpınar, Pınarbaşı, Bünyan, Hacılar, Sarıoğlan, Büyük Bürüngüz, Himmetdede, Sarız, Büyükşehir, Hisarcık, Sindelhöyük, Büyüktoraman, İncesu, Süksün, Büyüktuzhisar, Karakaya, Şıhlı, Çiftlik, Karaözü, Talas, Dadaloglu, Kayapınar, Tomarza, Koçcagiz , Derebağı, Kaynar, Turan, Develi, Kayapinar, Kıranardı, Yahyalı, Ebiç, Kızılören, Yemliha, Elbaşı, Kocasinan, Yenisüksün, Emiruşağı, Koyunabdal, Yeşilhisar, Erciyes, Kululu, Yeşilkent, Erkilet, Kuşçu, Zile, Felahiye, Küpeli, Zincidere, Gazi, Mahzemin en Darılı.

## Bekende personen
- Baha, artiest
- Abdullah Gül, politicus (president van 2007-2014)
- Metin Isik, artiest